# Opogona choleropis
Opogona choleropis är en fjärilsart som beskrevs av Edward Meyrick 1920. Opogona choleropis ingår i släktet Opogona och familjen äkta malar. Inga underarter finns listade i Catalogue of Life.